# Alexandre Duval (homme politique)
Pour les articles homonymes, voir Duval et Alexandre Duval (homonymie).
Alexandre Duval, né le 30 mai 1875 au Neubourg (Eure) et décédé le 19 juin 1943 à Villettes (Eure), est un homme politique français.

## Biographie
Député (Fédération républicaine) de l'Eure de 1919 à 1932 et de 1934 à 1940. Battu en 1932 par Pierre Mendès France, il se présente en 1934 à une élection partielle dans une autre circonscription de l'Eure

## Sources
- « Alexandre Duval (homme politique) », dans le Dictionnaire des parlementaires français (1889-1940), sous la direction de Jean Jolly, PUF, 1960 [détail de l’édition]